# CSDN
CSDN（Chinese Software Developer Network）即中国开发者网络，隶属北京创新乐知网络技术有限公司，为一中文资讯技术知识服务网站，业务有资讯技术传播与交流、教育培训和专业技术人才服务。旗下有网络社区、学习平台和交流平台。技术期刊《程序员》创办方。其总部现位于中国长沙。

## 历史
- 1999年3月，CSDN（中国开发者网络）成立[5]。
- 1999年12月，推出IT专业论坛。
- 2000年10月，创办杂志《程序员》杂志。
- 2003年9月18日，电子工业出版社与CSDN合作成立了北京博文视点资讯有限公司[6]。
- 2006年1月，成立世纪乐知网络技术有限公司。

## 用戶資料洩露事件
2011年12月21日，有人在網路上公開了一個包含600萬個CSDN用戶資料的數據庫，數據全部為明文儲存，包含用户名、密码以及注册邮箱 。事件发生后CSDN在微博、官方网站等渠道发出了声明，解釋說此數據庫系2009年備份所用，因不明原因泄露，已經向警方報案。后又在官网网站发出了公开道歉信。

## GitCode
2023年9月22日，CSDN与华为云联合发布了开源开发者平台GitCode，旨在融合开源社区、代码托管、开发者资源和全球技术栈，为开发者提供全面的开源项目支持和服务。其目标是通过AI技术降低开发门槛，计划在2025年成为中国开发者首选的开源平台。CSDN创始人蒋涛表示，GitCode希望通过构建技术服务市场和提供优质的开源项目服务，推动中国软件工具供应链的发展，打造更繁荣的开发者生态。
2024年6月，GitCode被曝出批量搬运GitHub项目，甚至篡改原始项目信息并为开发者创建同名账号。此举引发开发者强烈不满，纷纷要求GitCode删除相关项目和账号。GitCode官方社区成员表示“内部正在进行紧急整改”，但仍有开发者质疑，认为只是暂时屏蔽。